# پرسش جنوب

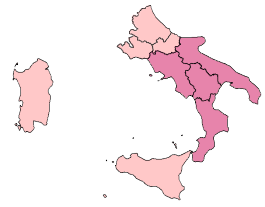
جنوب ایتالیا (تعریف گسترده به صورتی روشن و تعریف محدود به صورتی تیره)

پرسش جنوب (به ایتالیایی: Questione meridionale) پرسشی است که پس از وحدت ایتالیا در مورد علت عقب‌ماندگی و بازماندگی ماندگار مناطق جنوب ایتالیا در توسعه اقتصادی-اجتماعی در مقایسه با سایر مناطق کشور، به ویژه شمالی‌ها، مطرح شده‌است. این مسئله برای نخستین بار در سال ۱۸۷۳ توسط نماینده رادیکال لمباردی به نام آنتونیو بیلیا مطرح شد که علت اوضاع نابسامان اقتصادی جنوب را در مقایسه با سایر مناطق ایتالیای متحد جویا بود.
منشأ اختلافات اقتصادی و اجتماعی میان جنوب و شمال ایتالیا برای مدت مسئله‌ای بحث‌برانگیز بوده‌است. این وضعیت دارای دلایل سیاسی و همچنین ایدئولوژیک است؛ بنابراین، برخی از افرادی که این پدیده را مطالعه کرده‌اند، فکر می‌کنند که منشأ عقب‌ماندگی جنوب به پیش از اتحاد بازمی‌گردد، در حالی که گروه دیگری از فرضیه عقب‌ماندگی پس از اتحاد پشتیبانی می‌کند و فکر می‌کند که این عقب‌ماندگی پس اتحاد شبه‌جزیره ایتالیا رخ داده‌است.